# Яранцев, Игорь Семёнович
Игорь Семёнович Яранцев (род. 1920) — советский военнослужащий, участник Великой Отечественной войны, полный кавалер ордена Славы, наводчик орудия 298-го отдельного самоходного артиллерийского дивизиона (323-я стрелковая дивизия, 33-я армия, 1-й Белорусский фронт), старший сержант.

## Биография
Родился в семье рабочего, русский. Окончил начальную школу. В РККА призван в 1943 году, с мая 1943 года на фронтах Великой Отечественной войны. 
14—15 января 1945 года в боях за населённые пункты Немирчув и Цепилюв (Польша) огнем орудия уничтожил 5 пулеметов, 3 дзота, свыше отделения противника. 24 января 1945 года был награжден орденом Славы 3 степени. 
24 января 1945 года в боях за населённый пункт Родгов (Польша) в составе орудия уничтожил 2 бронетранспортера, 4 автомашины, 1 орудие, более 10 солдат противника, подавил более 10 огневых точек. Когда самоходная установка была подбита, продолжал отбивать атаки противника. 16 марта 1945 года был награжден орденом Славы 2 степени.
20 апреля 1945 года в составе экипажа самоходной артиллерийской установки ворвался в населённый пункт Маркендорф (Германия) и уничтожил 2 противотанковых орудия, минометную батарею, зенитное орудие, несколько пулеметных точек и более отделения автоматчиков противника. Под огнем противника устранил неисправность самоходной установки. 31 мая 1945 года был награжден орденом Славы 1 степени.
После демобилизации проживал в Ленинграде.